# Dorzano

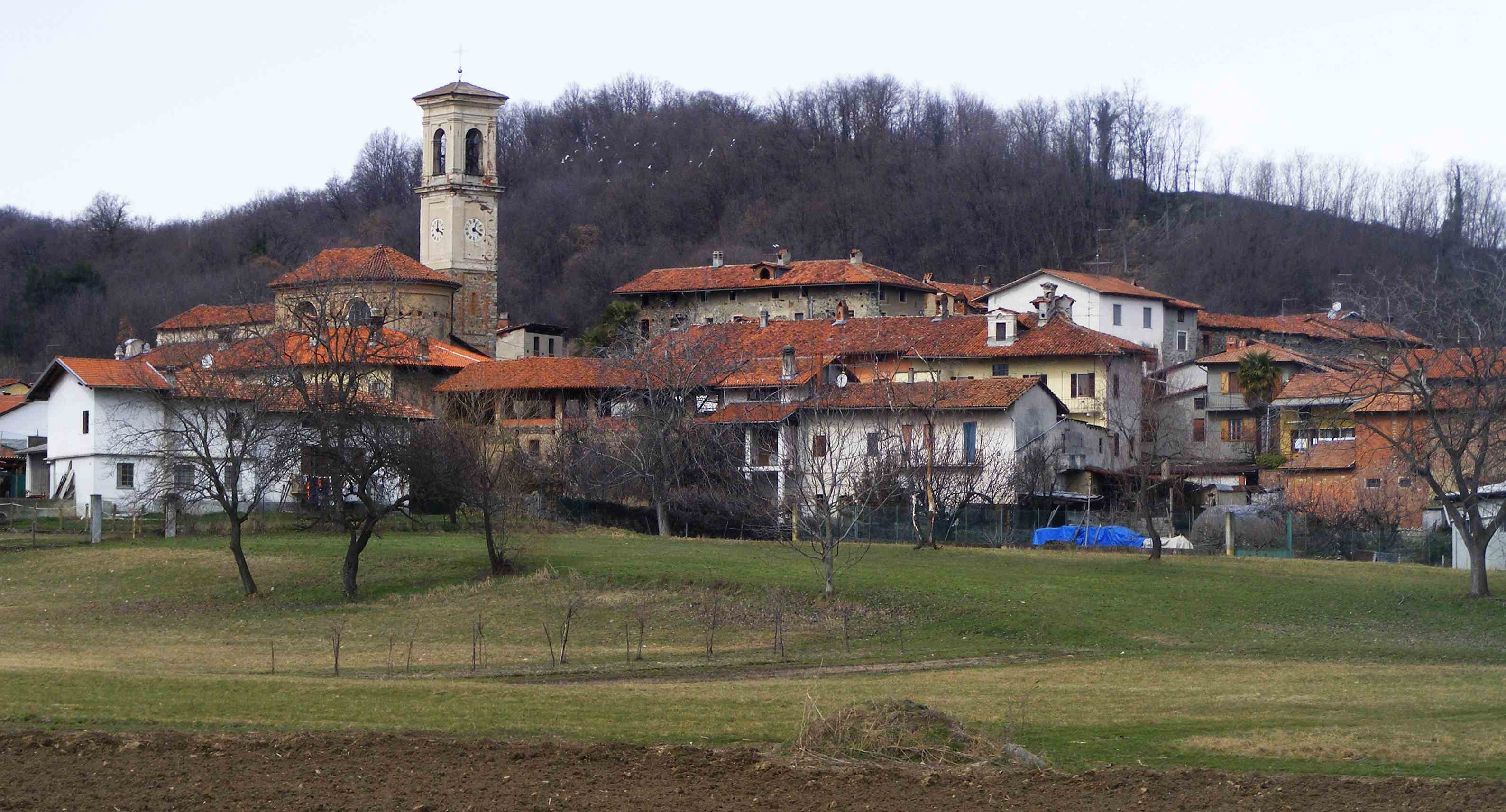

Dorzano ist eine Gemeinde mit 532 Einwohnern (Stand 31. Dezember 2023) in der italienischen Provinz Biella (BI), Region Piemont.
Die Nachbargemeinden sind Cavaglià, Roppolo und Salussola.
Das Gemeindegebiet umfasst eine Fläche von vier km².